# Talha ibn Ishaq ibn Ghàniya
Talha ibn Ishaq ibn Ghàniya (àrab: طلحة بن إسحاق بن غانية, Ṭalḥa b. Isḥāq b. Ḡāniya) fou fill de l'emir Ishaq ibn Muhàmmad ibn Ghàniya. El 1185 ocupà la regència de Mayurqa en absència del seu germà Alí ibn Ishaq ibn Ghàniya, que decidí entrar en guerra contra els almohades a terres d'Ifríqiya.
Però el seu germà Muhàmmad ibn Ishaq ibn Ghàniya, que havia estat derrocat del poder per la seva submissió als almohades i es trobava pres, aconseguí la llibertat i al seu torn derrocà a Talha i lliurà les Balears als almohades, que les retingueren fins al 1187.